# Станмор (станція метро)
51°37′10″ пн. ш. 0°18′10″ зх. д. / 51.619444° пн. ш. 0.302778° зх. д.
Станмор (англ. Stanmore) — кінцева станція лінії Джубилі Лондонського метро, у Станмор, Лондон. Розташована у 5-й тарифній зоні, попередня станція — Кенонс-парк. Пасажирообіг на 2017 рік — 3.92 млн

## Історія
- 10 грудня 1932: відкриття станції у складі Metropolitan Railway (сьогоденна лінія Метрополітен)
- 1936: закриття товарної станції[3]
- 20 листопада 1939: відкриття трафіку лінії Бейкерлоо[4].
- 1 травня 1979: закриття трафіку Бейкерлоо, відкриття Джубилі.

## Пересадки
- на автобуси оператора London Buses маршрутів: 142, 324 and H12 та нічний маршрут N98, а також оператора Uno Buses: 615.